# Serpenticobitis
Serpenticobitis és un gènere de peixos actinopterigis de la família dels cobítids i de l'ordre dels cipriniformes.

## Taxonomia
- Serpenticobitis cingulata (Roberts, 1997)[2]
- Serpenticobitis octozona (Roberts, 1997)[2]
- Serpenticobitis zonata (Kottelat, 1998)[3][4][5][6][7][8][9][10]